# Okrajnik (Kaczorów)
Okrajnik (niem. Rodeland) – zniesiona miejscowość w Polsce położona w województwie dolnośląskim, w powiecie jaworskim, w gminie Bolków.
Nazwę miejscowości zniesiono w 2001 r. włączając  do Kaczorowa. Obecnie nazwa ulicy w Kaczorowie, dawniej wieś położona na północny zachód od Kaczorowa, na pograniczu Pogórza Kaczawskiego i Pogórza Wałbrzyskiego w Sudetach.
W latach 1975–1998 miejscowość administracyjnie należała do województwa jeleniogórskiego.
Na terenie wsi znajdowało się Jezioro Kaczorowskie, przez które przepływa Kaczawa.

## Inne atrakcje
Pałac myśliwski (niem. Schloss Rodeland, Villa Dankelmann) –  Położony w lesie pomiędzy rezerwatem „Góra Miłek”, a osadą Okrajnik.
Pierwsze wzmianki o barokowym pałacu i jego ówczesnej właścicielce baronowej von Schweniz (z domu von Holzhausen) pochodzą z 1786 r. W 1825 r. Właścicielką osady i pałacu była Henriette Frederike Charlotte Amalie von Dresky (z domu von Schweniz). W 1840 r. jako właścicieli wymienia się braci Otto i Heinricha von Dresky, a w 1870 r. Gottlieba Raupacka. Pod koniec XIX w. w okolicach pałacu rozwinęło się wydobycie kamienia i żwiru, w tym też czasie przebudowano pałac. W początku XX w. nosił on nazwę Villa Dankelmann od nazwiska kolejnego właściciela. Przed wejściem znajdował się charakterystyczny kolisty podjazd. Pałac otaczał park ze stawkiem zlokalizowanym w niewielkim malowniczym wyrobisku po wydobyciu kamienia. Po wojnie pałac popadł w ruinę i do dziś zachowały się tylko fragmenty murów. W lepszej kondycji pozostaje drzewostan dawnego parku, kilka drzew osiągnęło wymiary pomnikowe. W pozostałościach parku próbowano urządzić miejsce rekreacyjne, nie prowadzi do niego jednak żaden szlak trudno do niego trafić.

## Szlaki turystyczne
- czerwony – Szlakiem Zamków prowadzący z Bolkowa do Bolkowa przez wsie: Wolbromek, Kłaczyna, Świny, Gorzanowice, Jastrowiec, Lipa, Muchówek, Radzimowice, Mysłów, Płonina, Pastewnik Górny, Wierzchosławice.